# گوزن قهوه‌ای جاوه‌ای
گوزن قهوه‌ای جاوه‌ای (نام علمی: Rusa timorensis) نام یک گونه گوزن بزرگ از سرده گوزن‌های قهوه‌ای و بومی اندونزی و تیمورشرقی است. جمعیت هایی از این گونه به نقاط مختلفی در نیمکره جنوبی معرفی شده است. این گوزن دارای هفت زیر گونه میباشد.